# Davagna
Davagna é uma comuna italiana da região da Ligúria, província de Génova, com cerca de 1.781 habitantes. Estende-se por uma área de 22 km², tendo uma densidade populacional de 81 hab/km². Faz fronteira com Bargagli, Genova, Lumarzo, Montoggio, Torriglia.

## Demografia
| Variação demográfica do município entre 1861 e 2011                               |
|                                                                                   |
| Fonte: Istituto Nazionale di Statistica (ISTAT) - Elaboração gráfica da Wikipedia |